# (38502) 1999 TC171
1999 TC171 (asteroide 38502) é um asteroide da cintura principal. Possui uma excentricidade de 0.20708980 e uma inclinação de 2.48842º.
Este asteroide foi descoberto no dia 10 de outubro de 1999 por LINEAR em Socorro.